# Yellow Submarine (Schiff)
Das Yellow Submarine in Amsterdam ist ein in den 1960er Jahren selbstgebautes Unterhaltungs- und Freizeitschiff von 25 Meter Länge, was einem U-Boot nachempfunden wurde.

## Geschichte
Das Schiff aus Metall wurde in den 1960er Jahren von dem Franzosen Maurice Delignon (1929–2021), alias „Capitaine Momo“, in der ivorischen Hafenstadt Abidjan gebaut. Delignon war ein Abenteurer, den es 1947 als 18-jährigen Tischler in die Elfenbeinküste zog. Er baute mehrere villenähnliche Holzhäuser und entwickelte 1957 einen einfachen Geländewagen mit dem Spitznamen Baby-Brousse. Er verkaufte seine Entwicklung an seine Landsleute Letoquin und Lechanteur, die zwischen 1963 und 1979 etwa 30.000 Exemplare am Standort Elfenbeinküste produzierten.
Maurice Delignon widmete sich mit dem Erlös der Lizenzgebühren einem eher skurrilen Projekt: dem Bau eines U-Boots im Hafen von Abidjan. Dies stellte er mit vier Arbeitern zwischen 1966 und 1969 fertig. Äußerlich wurde das Boot der US-amerikanischen Skipjack-Klasse nachempfunden und hatte eine Länge von 22 m und war 5 m breit. Das Ergebnis entsprach jedoch nicht wirklich den Erwartungen an ein U-Boot, da es keinen eigenen Antrieb hatte und eine Absenkung nur um einen Meter möglich war, sodass die lediglich die Bullaugen unter Wasser kamen. Er strich es grau an und nannte es „C 105“, nach einer französischen Gefängniszelle. Dort hatte er zuvor mehrere Jahre eingesessen, weil er das Schloss seines Vaters nach einem Erbschaftsstreit mit einer Sprengstoffexplosion zerstört haben soll.

## Ausstattung
Das „U-Boot“ war im Laufe seiner Karriere als Restaurant und Partyboot wechselnd mit einer Küche, einer Bar, einer Tanzfläche und zahlreichen Sofas und Sesseln ausgestattet, die an die Fantasiewelt von Jules Verne erinnern sollen. Zum Betreten des Inneren diente ausschließlich eine Wendeltreppe im Turm. Heute befinden sich entlang der Wände sofaähnliche Sitzgelegenheiten.

## Nutzung
Das Boot wurde anfänglich für mehrere Jahre als Restaurant und dann als Nachtclub genutzt. So lag es in den 1970er Jahren jahrelang in der Ébrié-Lagune, nahe dem Hotel Ivoire. Als Delignon 1985 nach Frankreich zurückkehrte, nahm er das U-Boot mit. Mit einem großen Kran, einem großen Container landete es zunächst in Le Havre und wurde von Schleppern die Seine bis hinauf nach Conflans-Sainte-Honorine geschleppt, bis es schließlich 1990 nach Paris an die Pont de Grenelle nahe dem Eiffelturm geschleppt werden konnte. Dort lag es jedoch nur kurz, bis es dann zu Anfang der 1990er Jahre in das 12 km entfernte Suresnes geschleppt wurde, etwa auf Höhe des Hippodrome de Longchamp. Der Anstrich änderte sich zu einem Türkis-Blau und die Nutzung wandelte sich zu einem Cabaret mit schwülstigem Dekor, ergänzt mit einer Metallstange für Poledance. Das Boot wurde so von verschiedenen Veranstaltern gemietet. Auch festliche Abendveranstaltungen für junge Leute aus der Region („Rally“) fanden hier statt. Daneben gab es ausschweifende Sexpartys und regelmäßige Homosexuellentreffen. Bereits ab 2001 wurde es für 3,5 Millionen Francs (550.000 Euro) zum Kauf angeboten. Es soll in den folgenden Jahren zu einem Skandal gekommen sein, in den Personen um den französischen Präsidenten Nicolas Sarkozy involviert gewesen sein sollen. In der Folge verlor der Eigner die Lizenz und der Weiterbetrieb des Lokals wurde untersagt.

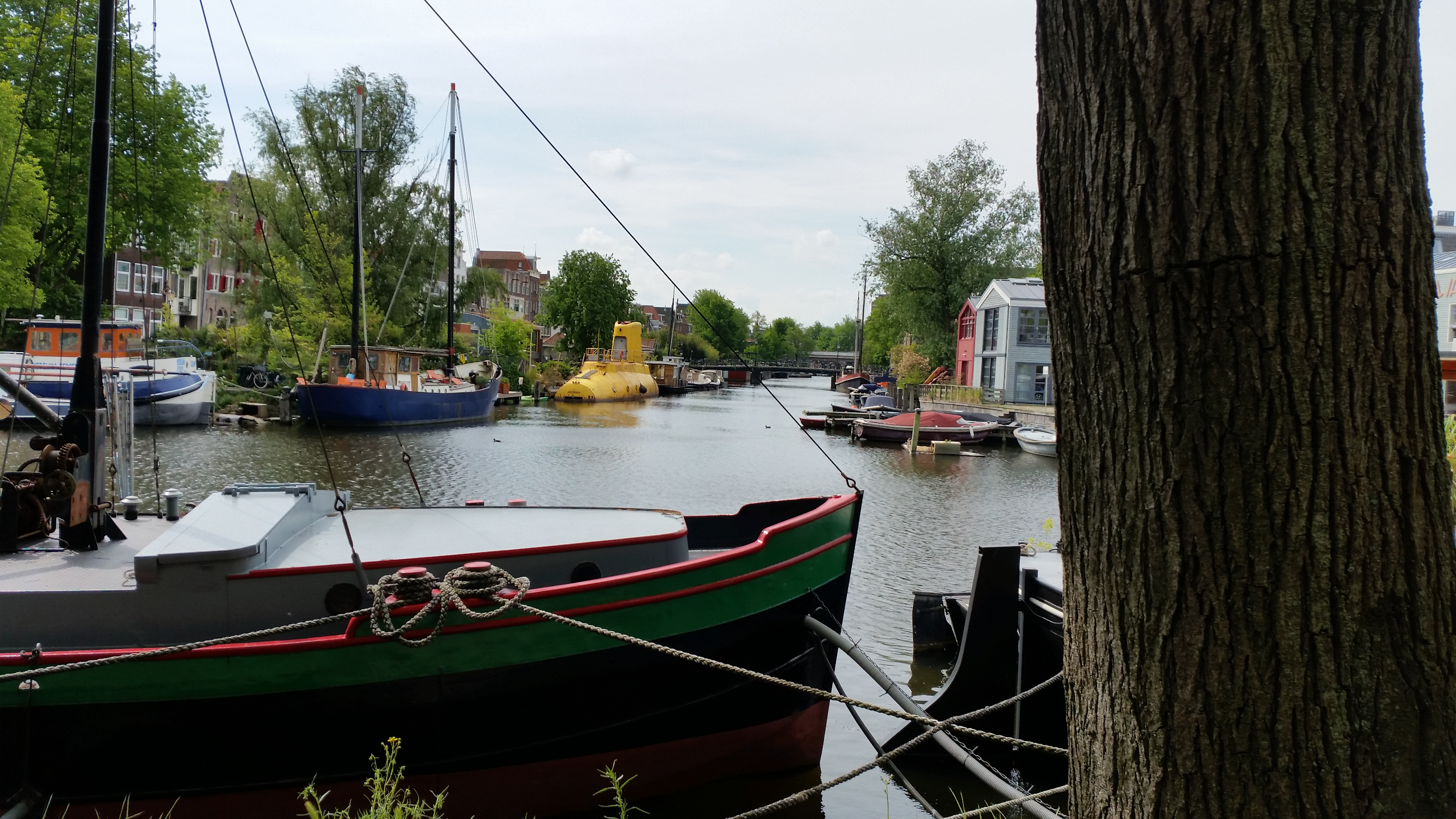
Das Yellow Submarine nach seiner Fertigstellung 2020

2005 wurde es erfolgreich verkauft und fand seinen Weg in die Niederlande, nach Zaandam. Als der Besitzer jedoch in finanzielle Schwierigkeiten geriet, erwarb 2010 der Inhaber eines Amsterdamer Schifffahrtbüros, Rob Meijer, das Fahrzeug und verbrachte es im Juni 2011 an seine Adresse an der Bickersgracht in den Westelijke Eilanden. Es sollte, mit einem Motor versehen, Touristen befördern. Dazu kam es jedoch nicht; die Motoren wurden aufgrund einer Insolvenz des Herstellers nicht geliefert und das Wasseramt der Gemeinde Amsterdam erklärte – auch nach mehreren Einsprüchen des Eigentümers – das antriebslose Gefährt endgültig zu einem „Objekt“, also keinem gültigen Wasserfahrzeug. Antriebslose Objekte dürfen nicht in Grachten liegen. Es wurde am 30. April 2014 zu einem Amsterdamer Schiffsausrüster geschleppt, wo das Boot verlängert wurde, um einen dieselelektrischen Antrieb mit drei Steuerdüsen einzubauen. 2018 kam es nach Zaandam und wurde dort sicherheitstechnisch zu einem vollwertigen Boot umgebaut. Es wurden Notfalltüren oberhalb der Wasserlinie eingebaut, wodurch das Boot seine Fähigkeit verlor, abgesenkt zu werden. Am 5. März 2020, kurz nachdem es die amtliche Zulassung als Schiff erhalten hatte, holte Meijer es in das Westerdok zurück. (Es liegt jedoch meistens gegenüber, nahe der NDSM-Werft, in Amsterdam-Noord (Stand: Februar 2024)) Es wird, wie seit Beginn geplant, als Veranstaltungsstätte für Partys und Veranstaltungen eingesetzt.